# Tarn-et-Garonne
Tarn-et-Garonne ( fransk udtale ?) er et fransk departement i regionen Midi-Pyrénées. Hovedbyen er Montauban, og departementet har 206.034 indbyggere (1999).
Der er 2 arrondissementer, 15 kantoner og 195 kommuner i Tarn-et-Garonne.